# Calostigiodes uncinata
Calostigiodes uncinata är en fjärilsart som beskrevs av Rudolf Püngeler 1900. Calostigiodes uncinata ingår i släktet Calostigiodes och familjen mätare. Inga underarter finns listade i Catalogue of Life.